# Castleshaw
Castleshaw es un pequeño poblado rural en Saddleworth, Mánchester, Inglaterra, 

## Ubicación
Está ubicado a 3,9 km de los Peninos
Es conocida por haber estado ubicado en su territorio el poblado de Rigodunum, de la tribu de los brigantes, y un fuerte romano posterior.